# Скотаренко, Дмитрий Александрович
Дмитрий Александрович Скотаренко (28 июня 1973) — украинский футболист, полузащитник, тренер.

## Биография
Воспитанник луганского ЛВУФК. На взрослом уровне начинал играть за команды Луганска в любительских соревнованиях. В сезоне 1992/93 был в заявке луганского «Динамо» для участия во второй лиге, но ни одного матча не сыграл.
В 1993 году выступал в первой лиге России за «Уралан», на следующий год играл в третьей лиге за «Спартак-Братский».
Вернувшись на Украину, несколько лет играл за любительские команды. В профессиональных соревнованиях на родине дебютировал только в октябре 1996 года в составе «Шахтёра» (Стаханов) во второй лиге. Затем играл в первой лиге за «Явор» (Краснополье) и снова во второй — за ВВС (Краматорск).
В 1999 году перешёл в клуб «Неман» (Мосты), игравший в первой лиге Белоруссии. На следующий год выступал в высшей лиге за «Коммунальник» (Слоним), а в 2001 году — за «Нафтан» (Новополоцк), с обеими командами занимал место в зоне вылета. Всего в высшей лиге Белоруссии сыграл 44 матча и забил один гол. Автором гола стал в последнем туре сезона-2000, 4 ноября 2000 года в матче против брестского «Динамо» (2:5).
С 2010 года в течение нескольких лет возглавлял любительский клуб «Краматорск». В 2012 году со своим клубом стал серебряным призёром чемпионата Донецкой области, в следующем сезоне команда принимала участие в турнире более высокого уровня — первенстве Донбасса, где набрала только 3 очка в 18 матчах. По состоянию на 2016 год продолжал работать с командой.

## Личная жизнь
Отец, Александр Иванович (род. 1950) тоже был футболистом, в 1970-е годы играл за команды Краматорска в соревнованиях коллективов физкультуры.